# Фуэнтес, Луис Фернандо
Луис Фернандо Фуэнтес Варгас (исп. Luis Fernando Fuentes Vargas; 14 сентября 1986, Четумаль) — мексиканский футболист, защитник клуба «Америка» (Мехико) и сборной Мексики.

## Клубная карьера
Фуэнтес — воспитанник клуба УНАМ Пумас. 25 сентября 2008 года в матче Лиги чемпионов КОНКАКАФ против сальвадорского «Луис Анхель Фирпо» он дебютировал за команду. 8 марта 2009 года в поединке против «Сан-Луиса» Луис дебютировал в мексиканской Примере. В своём первом сезоне Фуэнтес выиграл Клаусуру, хоть и сыграл всего в одном матче. 25 июля 2010 года в матче против «Толуки» он забил свой первый гол за «пум». В этом же сезоне он во второй раз стал чемпионом Мексики.
В начале 2017 года Фуэнтес на правах аренды перешёл в «Монтеррей». 9 января в матче против «Пуэблы» он дебютировал за новую команду.

## Международная карьера
14 ноября 2015 года в отборочном матче чемпионата мира 2018 против сборной Сальвадора Фуэнтес дебютировал за сборную Мексики.

## Достижения
Командные
 УНАМ Пумас
- Чемпионат Мексики по футболу — Клаусура 2009
- Чемпионат Мексики по футболу — Клаусура 2011